# Гордеев, Николай Кузьмич
Никола́й Кузьми́ч Горде́ев (июль 1896, Ризадеево, Ардатовский уезд, Нижегородская губерния — 1980, Личадеево, Ардатовский район, Нижегородская область) — советский деятель сельского хозяйства, депутат Верховного Совета РСФСР 1-го созыва, делегат  XVIII съезда ВКП(б).

## Биография
Родился в июле 1896 года в селе Ризадеево Ардатовского уезда Нижегородской губернии в  едной крестьянской семье. После окончания одноклассного училища в родном селе работал батраком. Во время Первой мировой войны бы призван в Русскую императорскую армию. Демобилизоввшись в 1917 году, вернулся в родное село. После Октябрьской революции был избран в Комитет бедноты. В 1918 году мобилизован в Красную армию, участвовал в Гражданской войне. После её окончания вернулся в Ризадеево, с 1926 по 1928 годы был председателем сельсовета.
1 апреля 1928 года был основан первый в Ардатовском районе колхоз «Первинка», объединявший шесть крестьянских хозяйств, его председателем был избран Гордеев. В 1929 году вступил в коммунистическую партию. Руководил колхозом вплоть до 1931 года, за это время выведя его в передовые — к этому моменту колхоз объединял уже 160 хозяйств. С 1931 по 1934 годы руководил ризадеевским колхозом «Восход», также выведя его в передовые хозяйства.
С 1934 до 1952 года был председателем личадеевского колхоза «Красный восток». На прошедших в 26 июня 1938 года первых выборах в Верховный Совет РСФСР был избран его депутатом по Ардатовскому избирательному округу № 250. В 1939 году избирался делегатом XVIII съезда ВКП(б). В 1941 году личадеевский колхоз принимал участие во Всесоюзной сельскохозяйственной выставке, на которой был награждён дипломом I степени, автомобилем и премией в 10 000 рублей, а сам Гордеев — золотой медалью. Во время Великой Отечественной войны продолжал руководить колхозом, поставляя продовольствие для фронта и тыла. После окончания войны был награждён Орденом Ленина.
В 1954 году снова возглавил отстающий ризадеевский колхоз, за 2 года увеличив производство молока в 3,5 раза. С 1956 года — пенсионер республиканского значения. Скончался в Личадееве в 1980 году, похоронен на местном кладбище.